# Albert Cossery
Albert Cossery (Il Cairo, 3 novembre 1913 – Parigi, 22 giugno 2008) è stato uno scrittore egiziano.
Sebbene abbia trascorso la maggior parte della propria esistenza in Francia, scrivendo soltanto in lingua francese, tutti i suoi romanzi sono ambientati nel paese natale, l'Egitto, o in un immaginario paese del Medio Oriente. È  stato soprannominato il "Voltaire del Nilo".

## Biografia
Albert Cossery nacque al Cairo da una famiglia Greco-Ortodossa di discendenza Siriaco-Libanese. I genitori erano ricchi piccoli proprietari terrieri originari di Damietta.
Pubblicò a 27 anni il primo dei suoi otto romanzi, Gli uomini dimenticati da Dio. Durante la seconda guerra mondiale fece lo steward sulla rotta Porto Said-New York. Nel 1946 si stabilì in un albergo nel Quartiere latino di Parigi, dove trascorse il resto della propria longeva esistenza. Fu amico di personalità quali Henry Miller, Lawrence Durrell, Albert Camus, Raymond Queneau, Boris Vian, Alberto Giacometti, Jean Genet. 
Nella sua bibliografia si contano inoltre un volume di racconti, poesie e saggi.

## Opere
- Les Hommes oubliés de Dieu (1940)
  -  Gli uomini dimenticati da Dio, prefazione di Emanuele Trevi, trad. F. Ascari, Collana Scrittori contemporanei, Milano, BUR, 2008, ISBN 978-88-17-02038-1.
- La Maison de la mort certaine (1944)
- Les Fainéants dans la vallée fertile (1948)
  -  I fannulloni della valle fertile, a cura di Giuseppe Samonà, Collana Letture, Torino, Einaudi, 2016, ISBN 978-88-06-22943-6.
- Mendiants et Orgueilleux (1955)
  -  Mendicanti e orgogliosi, traduzione di Maurizio Ferrara, Collana Dal mondo, Roma, E/O, 1998, ISBN 978-88-7641-369-8.
- La Violence et la Dérision (1964)
  -  La violenza e il riso, traduzione di V. Seguin, Collana Intersections, Barbès, 2009, ISBN 978-88-6294-034-4.
- Un complot de saltimbanques, Editions Joëlle Losfeld, (1975)
  -  Un complotto di saltimbanchi, postfazione di Pierre Gazio, trad. Giulia Colace, Milano, Zanzibar (Giunti), 1994, ISBN 88-85419-18-6.
- Une ambition dans le désert (1984)
  -  Ambizione nel deserto, traduzione di A. Bresolin, Collana Dissensi, Spartaco, 2005, ISBN 978-88-87583-54-0.
- Les Couleurs de l'infamie (1999)

### Interviste
- (FR) Michel Mitrani, Conversations avec Albert Cossery, Joelle Losfeld, 1995, ISBN 2-909906-40-X.